# Feels Like Home (Linda Ronstadt)
Feels Like Home è un album in studio della cantante statunitense Linda Ronstadt, pubblicato nel 1995.

## Tracce
1. The Waiting – 3:58 (Tom Petty)
2. Walk On – 2:58 (Matraca Berg, Ronnie Samoset)
3. High Sierra – 4:24 (Harley Allen)
4. After the Gold Rush – 3:33 (Neil Young)
5. The Blue Train – 5:04 (Jennifer Kimball, Tom Kimmel)
6. Feels Like Home – 4:50 (Randy Newman)
7. Teardrops Will Fall – 3:08 (Eddie Deane)
8. Morning Blues – 3:57 (Traditional)
9. Women 'Cross the River – 3:33 (David Olney)
10. Lover's Return – 4:01 (A.P. Carter)